# 通贝斯

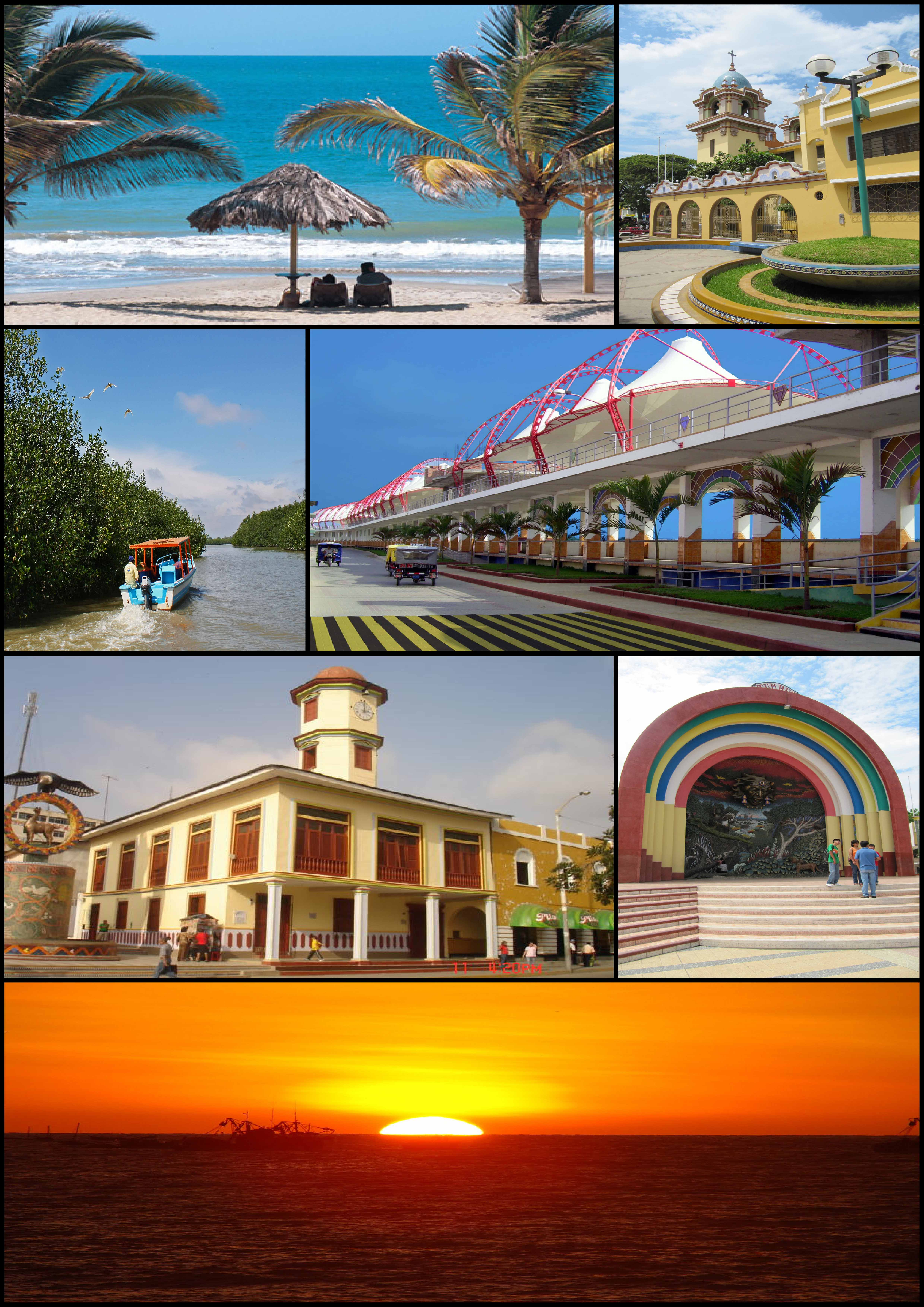
Tumbes

通贝斯（Tumbes），秘鲁西北部城市，近瓜亚基尔湾，位于通贝斯河岸边，距厄瓜多尔边境30公里，通贝斯大区和通贝斯省首府，人口94,702人。
通贝斯曾为印加帝国边境要塞，外港皮萨罗港为弗朗西斯科·皮萨罗当年入侵印加帝国的登陆地。该地长期为秘鲁和厄瓜多尔争议。1941年，秘鲁在秘厄战争中获胜，次年两国签订里约热内卢协议，厄瓜多尔承认秘鲁对通贝斯的占领。随后，通贝斯发展成为两国间贸易重镇。
通贝斯拥有Cap. FAP Pedro Canga Rodríguez Airport机场。
3°34′S 80°27′W / 3.567°S 80.450°W